# Иваново-Сергиевка
Иваново-Сергиевка — деревня в Тюкалинском районе Омской области. Входит в состав Кабырдакского сельского поселения.

## История
Основана в 1894 г. В 1928 году выселок Иваново-Сергиевка состоял из 100 хозяйств, основное население — русские. В составе Кабырдакского сельсовета Тюкалинского района Омского округа Сибирского края.

## Население
| 1926 | 2010 |
| ---- | ---- |
| 714  | ↘42  |